# Kotkapura
Kotkapura (oder Kot Kapura; Panjabi: ਕੋਟ ਕਪੂਰਾ; Hindi: कोट कपूरा) ist eine historische Stadt im indischen Bundesstaat Punjab.
Kotkapura befindet sich im Distrikt Faridkot 10 km südlich der Distrikthauptstadt Faridkot. Die Stadt liegt 50 km nördlich von Bathinda, 40 km südwestlich von Moga sowie 30 km vom westsüdwestlich gelegenen Muktsar entfernt. 
Faridkot ist die größte Stadt im Distrikt und besitzt einen großen Baumwollmarkt. 
Die nationale Fernstraße NH 15 (Bathinda–Amritsar) verläuft durch Kotkapura.
Kotkapura hat den Status eines Municipal Councils und ist in 23 Wards unterteilt.
Beim Zensus 2011 betrug die Einwohnerzahl von Kotkapura 91.979.
10 Jahre zuvor waren es noch 80.741.
Das Geschlechterverhältnis liegt bei 856 Frauen auf 1000 Männer. Die Alphabetisierungsrate beträgt 77,47 % (81,78 % bei Männern, 72,68 % bei Frauen).
52,12 % der Bevölkerung sind Hinduisten, 46,70 % sind Sikhs.
Die Stadt wurde von Nawab Kapura im Jahr 1661 gegründet. Der Name der Stadt bedeutet „Fort von Kapura“ (Kot = „kleine Festung“).
Die Stadt lag im 1643 gegründeten gleichnamigen Fürstentum.
Guru Gobind Singh, der 10. Guru der Sikhs, erreichte auf seinem Weg nach Machhiwara die Stadt und bat Kapura um Unterstützung für seinen Kampf gegen die Mogularmee. Aus Angst vor dem Zorn der Moguln verweigerte Kapura, der ein Sikh war, ihn offen zu unterstützen.
1803 wurde Kotkapura von Maharaja Ranjit Singh erobert.